# Classificació de la Copa del Món de futbol 2006-CAF
La fase de classificació de la Copa del Món de Futbol 2006 de la zona africana fou organitzada i supervisada per la CAF.
La zona africana disposava de 5 places directes per la fase final. Per decidir-les es disputà una ronda preliminar i posteriorment, els equips guanyadors més els cinc classificats a l'anterior mundial i quatre més en funció del rànquing FIFA, es dividiren en cinc grups que classificaven els campions dirèctament. Djibouti i Comores no es van inscriure a la competició i la República Centreafricana es retirà abans de començar la ronda classificatòria.
La competició serví com a classificació per a la Copa d'Àfrica de Futbol 2006 a disputar a Egipte. Els tres primers classificats de cada grup aconseguiren aquesta classificació.

## Ronda classificatòria
| Equip 1             | Global       | Equip 2                  | Anada | Tornada    |
| ------------------- | ------------ | ------------------------ | ----- | ---------- |
| Guinea Bissau       | 1–4          | Mali                     | 1–2   | 0–2        |
| Madagascar          | 3–4          | Benín                    | 1–1   | 2–3        |
| Seychelles          | 1–5          | Zàmbia                   | 0–4   | 1–1        |
| Botswana            | 4–1          | Lesotho                  | 4–1   | 0–0        |
| Guinea Equatorial   | 1–2          | Togo                     | 1–0   | 0–2        |
| São Tomé i Príncipe | 0–9          | Líbia                    | 0–1   | 0–8        |
| Tanzània            | 0–3          | Kenya                    | 0–0   | 0–3        |
| Níger               | 0–7          | Algèria                  | 0–1   | 0–6        |
| Uganda              | 4–3          | Maurici                  | 3–0   | 1–3 (prò.) |
| Sudan               | 3–0          | Eritrea                  | 3–0   | 0–0        |
| Zimbàbue            | 4–2          | Mauritània               | 3–0   | 1–2        |
| Swaziland           | 1–4          | Cap Verd                 | 1–1   | 0–3        |
| Burundi             | 1–4          | Gabon                    | 0–0   | 1–4        |
| Txad                | 3–3 (g.c.c.) | Angola                   | 3–1   | 0–2        |
| Congo               | 2–1          | Sierra Leone             | 1–0   | 1–1        |
| Etiòpia             | 1–3          | Malawi                   | 1–3   | 0–0        |
| Ruanda              | 4–1          | Namíbia                  | 3–0   | 1–1        |
| Guinea              | 5–3          | Moçambic                 | 1–0   | 4–3        |
| Gàmbia              | 2–3          | Libèria                  | 2–0   | 0–3        |
| Somàlia             | 0–7          | Ghana                    | 0–5   | 0–2        |
| Burkina Faso        | n/d          | República Centreafricana |       |            |

## Fase de grups

### Grup 1
Error de Lua a Mòdul:Sports_table/sub a la línia 10: attempt to concatenate local 'text' (a nil value).
- Classificat per al Mundial: Togo.
- Classificats per a la Copa d'Àfrica: Togo, Senegal i Zàmbia.

### Grup 2
Error de Lua a Mòdul:Sports_table/sub a la línia 10: attempt to concatenate local 'text' (a nil value).
- Classificat per al Mundial: Ghana.
- Classificats per a la Copa d'Àfrica: Ghana, RD Congo i Sud-àfrica.

### Grup 3
Error de Lua a Mòdul:Sports_table/sub a la línia 10: attempt to concatenate local 'text' (a nil value).
- Classificat per al Mundial: Costa d'Ivori.
- Classificats per a la Copa d'Àfrica: Costa d'Ivori, Camerun, Egipte (classificat com a seu) i Líbia.

### Grup 4
Error de Lua a Mòdul:Sports_table/sub a la línia 10: attempt to concatenate local 'text' (a nil value).
- Classificat per al Mundial: Angola.
- Classificats per a la Copa d'Àfrica: Angola, Nigèria i Zimbàbue.

### Grup 5
Error de Lua a Mòdul:Sports_table/sub a la línia 10: attempt to concatenate local 'text' (a nil value).
- Classificat per al Mundial: Tunísia.
- Classificats per a la Copa d'Àfrica: Tunísia, Marroc i Guinea.

## Equips classificats
Equips classificats per a la Copa del Món:
| Equip         | Classificat com a | Data de classificació | Participacions anteriors |
| ------------- | ----------------- | --------------------- | ------------------------ |
| Togo          | Campió del Grup 1 | 8 octubre 2005        | 0 (debut)                |
| Ghana         | Campió del Grup 2 | 8 octubre 2005        | 0 (debut)                |
| Costa d'Ivori | Campió del Grup 3 | 8 octubre 2005        | 0 (debut)                |
| Angola        | Campió del Grup 4 | 8 octubre 2005        | 0 (debut)                |
| Tunísia       | Campió del Grup 5 | 8 octubre 2005        | 3 (1978, 1998, 2002)     |

Els 16 equips classificats per la Copa d'Àfrica foren:
- Angola
- Camerun
- República Democràtica del Congo
- Costa d'Ivori
- Egipte (seu)
- Ghana
- Guinea
- Líbia
- Marroc
- Nigèria
- Senegal
- Sud-àfrica
- Togo
- Tunísia (vigent campió)
- Zàmbia
- Zimbàbue